# Džamá islámíja
Džamá islámíja (arabsky الجماعة الاسلامية‎ al-džamá’atu 'l-islámíjatu (Jemaah Islamiyah, Muslimské společenství) je teroristická organizace, která spolupracuje s teroristickou sítí al-Káida a bojuje za vytvoření islámského státu na území jižního Thajska, Malajsie, Indonésie a jižních Filipín.
Mediálně patrně nejznámějším vůdcem skupiny Džamá islámíja byl Malajec Noordin Top, zabit při policejní razii na Jávě v roce 2009. Tento terorista se přihlásil k odpovědnosti za pumové útoky na restaurace na indonéském ostrově Bali v roce 2005, s bilancí 20 obětí.
Noordin byl rovněž obviňován z vůdčí úlohy v dalších atentátech na Bali. Ty v roce 2002 připravily o život 202 lidí, převážně australských turistů. Připisují se mu také útoky v letech 2003-2004, jež si v indonéské metropoli Jakartě vyžádaly přes 20 mrtvých.
Podle politických analytiků Noordin a jeho stoupenci vytvořili i další organizaci, jež údajně vznikla v důsledku sporů uvnitř Džamá islámíja ohledně atentátů, které zabíjely také nevinné muslimy. Noordinovo nové uskupení dostalo jméno Tanzím káidat al-džihád (Tanzim Qaedat al-Jihad, Organizace pro základnu svaté války) a jeho působnost se vztahuje na Indonésii, Malajsii, Brunej a Filipíny.